# Lorena Vicioso Adrià
Lorena Vicioso Adrià (Barcelona, 10 de juny de 1982) és una política catalana, militant d'EUiA. És llicenciada en Sociologia per la Universitat de Barcelona i va treballar al departament de joventut de l'Ajuntament del Prat de Llobregat.
Afiliada a Esquerra Unida i Alternativa (EUiA) des del 2001, va ser membre del secretariat del Consell Nacional de la Joventut de Catalunya (CNJC) per l'entitat juvenil Alternativa Jove. El 2012, va ser escollida diputada al Parlament de Catalunya per la coalició ICV-EUiA.